# Токовая петля
То́ковая петля (англ. current loop) — способ передачи информации с помощью измеряемых значений силы электрического тока. Для задания измеряемых значений тока используется, как правило, управляемый источник тока. По виду передаваемой информации различаются аналоговая токовая петля и цифровая токовая петля.

## Цифровая токовая петля

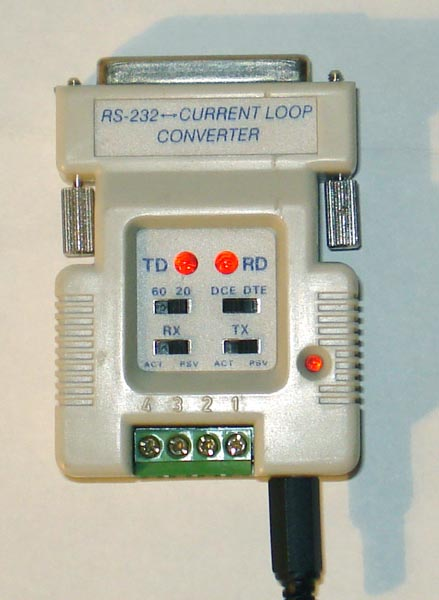
Преобразователь RS-232 / токовая петля

Применяется в телекоммуникационном оборудовании и компьютерах для последовательной передачи данных.

### История
Токовая петля использовалась задолго до появления стандартов RS-232 и V.24. В 1960-е годы телетайпы начали использовать стандарт токовой петли 60 миллиампер. Последующие модели (одна из первых — Teletype Model ASR-33) использовали стандарт 20 мА. Этот стандарт нашёл широкое применение в мини-компьютерах, которые первоначально использовали телетайпы для диалога с оператором. Постепенно телетайпы уступили место текстовым видеотерминалам, сохраняя интерфейс токовой петли.

### Принципы работы
Стандарт цифровой токовой петли использует отсутствие тока как значение SPACE (низкий уровень, логический ноль) и наличие сигнала — как значение MARK (высокий уровень, логическая единица). Отсутствие сигнала в течение длительного времени интерпретируется как состояние BREAK (обрыв линии). Данные передаются старт-стопным методом, формат посылки совпадает c RS-232, например 8-N-1: 8 бит, без чётности, 1 стоп-бит.
Токовая петля может использоваться на значительных расстояниях (до нескольких километров). Для защиты оборудования применяется гальваническая развязка на оптоэлектронных приборах, например оптронах.
Из-за неидеальности источника тока, максимально допустимая длина линии (и максимальное сопротивление линии) зависит от напряжения, от которого питается источник тока. Например при типичном напряжении питания 12 вольт сопротивление не должно превышать 600 Ом.
Источник тока может располагаться в приёмном или передающем конце токовой петли. Узел с источником тока называют активным. В зависимости от конструкции как передатчик, так и приёмник, могут быть либо активными (питать токовую петлю), так и пассивными (питаться от токовой петли).
Для компьютеров семейства ДВК по умолчанию принимается, что передатчик — активный, приёмник — пассивный.

### Стандартизация
Стандарт ИРПС/IFSS (ОСТ 11 305.916-84) использует токовую петлю 20 мА для передачи данных. Этот стандарт широко применялся в компьютерах, выпущенных в СССР и странах СЭВ до 1990-х годов. Например ДВК, Электроника-60, Электроника Д3-28, СМ ЭВМ и т. д. Физическое исполнение разъёмов ИРПС в стандарте не закреплено, что породило массу вариантов. Часто употребляется разъём СНО53-8-2.
За рубежом токовая петля (Current Loop) специфицирована в стандартах IEC 62056-21 / DIN 66258.
MIDI (Musical Instrument Digital Interface) использует стандарт токовой петли на 5-штырьковом разъёме DIN 41524 со скоростью 31,25 кбит/с.
Для компьютеров IBM PC и IBM PC XT имелась плата IBM Asynchronous Communications Adapter, поддерживающая последовательную передачу по RS-232 или токовой петле. Для передачи сигналов токовой петли используются незадействованные контакты на разъёме DB25. В более поздних разработках остался только RS-232.

## Аналоговая токовая петля
Аналоговая токовая петля используется для передачи аналогового сигнала по паре проводов в лабораторном оборудовании, системах управления производством и т. д.
Применяется смещённый диапазон 4—20 мА, то есть наименьшее значение сигнала (например, 0) соответствует току 4 мА, а наибольшее — 20 мА. Таким образом весь диапазон допустимых значений занимает 16 мА. Нулевое значение тока в цепи означает обрыв линии и позволяет легко диагностировать такую ситуацию. Иногда в приборах реализуют индикацию дополнительных ситуаций при помощи передачи силы тока вне диапазона 4-20 мА (например, 3,8 мА или 20,5 мА).
Интерфейс аналоговой токовой петли позволяет использовать разнообразные датчики (давления, потока, кислотности и т. д.) с единым электрическим интерфейсом. Также данный интерфейс может использоваться для управления регистрирующими и исполнительными устройствами: самописцами, заслонками и т. д.
Диапазоны токов и напряжений описаны в ГОСТ 26.011-80 «Средства измерений и автоматизации. Сигналы тока и напряжения электрические непрерывные входные и выходные».
Основное преимущество токовой петли (по сравнению с более дешёвой параметрической передачей напряжением) — то, что в отличие от падающего в зависимости от нагрузки и длины трассы напряжения точность передачи данных при помощи силы тока не зависит от длины и сопротивления линии передачи, поскольку управляемый источник тока будет автоматически поддерживать требуемый ток в линии. Такая схема позволяет запитывать датчик непосредственно от линии передачи. Несколько приёмников можно соединять последовательно, источник тока будет поддерживать требуемый ток во всех одновременно (согласно правилам Кирхгофа). Но если в цепи появятся утечки, работа токовой петли нарушится, и средствами реализации самой токовой петли это не обнаруживается, что необходимо учитывать при проектировании ответственных производственных участков.
Поверх аналоговой токовой петли можно передавать цифровую информацию. Такой способ передачи данных описан в HART-протоколе. Конкурирующими протоколами, способными в будущем вытеснить HART, являются различные цифровые полевые шины, такие как Foundation fieldbus или PROFIBUS.